# Mikio Manaka
Mikio Manaka (jap. 眞中 幹夫 Manaka Mikio; ur. 22 maja 1969) – japoński piłkarz występujący na pozycji obrońcy.

## Kariera klubowa
Od 1992 do 2004 roku występował w klubach JEF United Ichihara, Brummell Sendai, Omiya Ardija i Yokohama FC.